# Alucemas

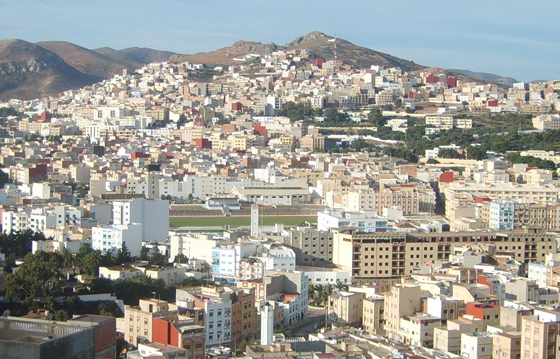
Vista de Alucemas

Al Hoceïma, El Hoceïma ou, em português, Alucemas (em castelhano: Alhucemas ou Villa Sanjurjo; em árabe: الحسيمة; romaniz.: Al-Husayma; em berbere: ⴻⵍ ⵃⵓⵙⵉⵎⴰ), também apelidada de Bia, é uma cidade e comuna da costa mediterrânica do norte de Marrocos, capital da província homónima, que faz parte da região de Tânger-Tetuão-Alucemas. Em 2004 tinha 55 357 habitantes e estimava-se que 2010 tivesse 58 855.
A cidade encontra-se na parte oriental da baía do mesmo nome, junto à penha de Alucemas, e é por vezes apontada como a capital histórica do Rife.
A língua mais falada pelos habitantes é o rifenho (ou tarifit), a língua dos berberes rifenhos. O espanhol também ainda é usado, principalmente pelas gerações que viveram sob o domínio do protetorado espanhol, mas o francês tem vindo a ganhar cada vez mais falantes.

## Etimologia
Alucemas deriva do termo árabe al khozama (alfazema), uma planta muito comum no Rife central. Os espanhóis começaram por chamá-la Villa Sanjurjo, depois Alucemas e novamente Villa Sanjurjo. Antes da chegada dos espanhóis o nome do lugar era Taguezute ou Tijite. A dois ou três quilómetros em linha reta da cidade encontra-se o sítio arqueológico da cidade medieval de Almazama.

## História
A cidade atual teve origem no povoado criado pelos espanhóis depois do desembarque que ali teve lugar a 8 de setembro de 1925, durante a Guerra do Rife, que começou por se chamar Villa Sanjurjo, em homenagem ao general José Sanjurjo, um dos protagonista do desembarque.
Durante a Segunda República Espanhola (1931-1939), a vila passou a chamar-se Villa Alhucemas, mas o regime franquista repôs o nome de Villa Sanjurjo, que se manteve durante o resto do protetorado espanhol, que durou até 1956, quando se deu a independência de Marrocos. A partir daí passou a chamar-se Alucemas.
A cidade ainda tem numerosos edifícios, na maioria casas, construídos durante a época do general Sanjurjo. Um desses edifícios é o Colegio Español Melchor de Jovellanos, gerido pelo Estado espanhol, cuja arquitetura é similar a edifícios do sul de Espanha e que foi originalmente um quartel.
Nas últimas décadas, a cidade foi fortemente abalada por dois sismos, o primeiro em 1994 e o segundo a 24 de fevereiro de 2004. Ambos causaram estragos graves semelhantes. O sismo de 2004 teve 6.3 graus de magnitude na escala de Richter e, segundo um comunicado oficial de 4 de março de 2004, saldou-se em 629 mortos, 926 feridos e 15 230 desalojados.

## Turismo
O turismo é uma atividade económica importante, pois Alucemas é uma estância de veraneio célebre pelas sua praias e pelas mansões de luxo. É  frequentada sobretudo por turistas do norte da Europa, mas também por emigrantes marroquinos no estrangeiro que passam o verão no seu país natal. que procuram as suas belas praias, em especial a Playa Quemado, mas também a de Talayusef, Sfiha e outras.
A paisagem da região é outro dos atrativos — a cidade está encravada entre as montanhas do Rife, onde se situa a a reserva natural de Tafensa, e as águas calmas cor de turquesa do Mediterrâneo das costas alcantiladas e das praias de areia. A oeste da cidade encontra-se o Parque Nacional de Alucemas, que se estende sobre uam área costeira de grande valor natural, nomeadamente pelas populações de águia-pescadora e falcão-peregrino.
A região conta com importantes estruturas hoteleiras, como uma unidade do Club Med, os complexos Chafarinas e Cala-Iris ou o hotel Mohammed V. No verão de 2008 o turismo cresceu mais de 30% em relação ao ano anterior.

## Transportes
Além das estradas que servem a cidade, no verão Alucemas tem ligações de ferry boat com Málaga, na costa espanhola, tendo as viagens a duração de 8 a 9 horas. Existe também um pequeno aeroporto internacional, mas é pouco movimentado, apesar de ter voos para algumas grandes cidades marroquinas e um ou outro para cidades europeias.